# Samsung Galaxy Fit
Samsung Galaxy Fit S5670 là điện thoại thông minh sản xuất bởi Samsung chạy hệ điều hành Android.
Nó được công bố vào năm 2011 Mobile World Congress một trong bốn điện thoại tầm thấp của Samsung, cùng với Galaxy Ace, Galaxy Gio và Galaxy Mini.

## Tính năng chính
- Đa chạm
- Hỗ trợ Quad-Band GSM và dual-band 3G
- 7.2Mbit/s HSDPA
- Màn hình cảm ứng 3,3in 65K-màu QVGA TFT
- Bộ xử lý ARMv6 600 MHz, 286 MB RAM
- Adreno 200 GPU
- Android OS v2.2.1 (Froyo) với TouchWiz v3.0 UI, nâng cấp lên v2.3.6 (Gingerbread)
- 160 MB bộ nhớ trong, khe cắm MicroSD, bao gồm thẻ nhớ 2 GB
- Máy ảnh 5 MP tự động lấy nét và thẻ địa lý
- Thu GPS với A-GPS
- FM radio với RDS và Radio Text
- Jack cắm tai nghe 3.5 mm
- Quick Office
- Gia tốc và cảm biến gần
- Bàn phím Swype
- Cổng MicroUSB (sạc và chuyển dữ liệu) và stereo Bluetooth 2.1
- Chỉnh sửa ảnh/video
- La bàn

## Liên kết
- Website chính thức